# Diethylentriaminpentakis(methylenphosphonsäure)
Diethylentriaminpentakis(methylenphosphonsäure) (kurz DTPMP) ist eine chemische Verbindung aus der Gruppe der Phosphonsäuren.

## Gewinnung und Darstellung
Diethylentriaminpentakis(methylenphosphonsäure) kann ausgehend von Diethylentriamin gewonnen werden.

## Eigenschaften
Diethylentriaminpentakis(methylenphosphonsäure) ist eine bernsteinfarbige Flüssigkeit mit schwachem Geruch, die vollständig mischbar mit Wasser ist.

## Verwendung
Diethylentriaminpentakis(methylenphosphonsäure) wird als mehrzähniger Chelatbildner und als Kristallisationsinhibitor (Antiscalant) verwendet. Er wird auch als Korrosionsschutzmittel und Bleichstabilisator eingesetzt.

## DTPMP als Quelle von Glyphosat
Mittels einer Metaanalyse und Modellrechnungen wurde 2024 gezeigt, dass sich die Konzentrationsverläufe von Glyphosat in europäischen Flüssen nicht alleine durch die herbizide Verwendung von Glyphosat erklären lassen. Glyphosat könnte ein Abbauprodukt von DTPMP sein, das aus Waschmitteln (als Wasserenthärter), industriellen Reinigungsmitteln usw. über Kläranlagen in großen Mengen in die Gewässer gelangt. So gelangen beispielsweise in Deutschland ca. 4500 Tonnen reines DTPMP jährlich in die Kläranlagen. In einer im März 2025 veröffentlichten Studie wurde diese Vermutung bestätigt.